# Antonio Maria Bononcini
Antonio Maria Bononcini (ur. 18 czerwca 1677 w Modenie, zm. 8 lipca 1726 tamże) – włoski kompozytor i wiolonczelista.

## Życiorys
Syn Giovanniego Marii, brat Giovanniego Battisty. Uczył się muzyki u ojca, studiował też wraz z bratem u Giovanniego Paolo Colonny. Od 1690 do 1693 roku był członkiem orkiestry kardynała Benedetto Pamphiliego. W 1696 roku odniósł w Neapolu sukces operą Il trionfo di Camilla, regina del Volsci, która doczekała się wystawień w innych miastach włoskich (często pod zmienionymi tytułami), a w 1706 roku została wystawiona w Londynie. W 1702 roku wystąpił w Berlinie, w latach 1704–1711 przebywał w Wiedniu, gdzie wystawiał swoje opery i oratoria. Był też kapelmistrzem na dworze późniejszego cesarza Karola VI. Po powrocie do Włoch przebywał m.in. w Mediolanie i Neapolu. Od 1716 roku pełnił funkcję kapelmistrza katedry w Modenie.

## Twórczość
Był autorem 19 oper, w tym m.in. Teraspo (wyst. Wiedeń 1704), Arminio (wyst. Wiedeń 1706), La conquista delle Spagne di Scipione Africano (wyst. Wiedeń 1707), La presa di Tebe (wyst. Wiedeń 1708), Tigrane, re d’Armenia (wyst. Wiedeń 1710), Il Tiranno eroe (wyst. Mediolan 1715), Sesostri, re di Egitto (wyst. Mediolan 1716), Griselda (wyst. Mediolan 1718), L’enigma disciolto (wyst. Modena 1716), Lucio Vero (wyst. Modena 1716), Rosiclea in Dania (wyst. Neapol 1721). Ponadto napisał m.in. 3 oratoria, kantaty, 2 msze, Stabat Mater.